# Južni indoarijski jezici
Južni indoarijski jezici skupina indoarijskih jezika koji se govore u južnoj zoni, na području Indije. Obuhvaća (12) jezika koji čine najmanje dvije podskupine, konkansku sa 7 jezika, marathsku s jezikom marathi, i 4 jezika koja još do sada nisu pobliže klasificirana. Ovih 12 jezika su:
a. Konkanski jezici/konkani (7) Indija: goanski konkani, katkari, konkani, kukna, phudagi, samvedi, varli.
b. marathi, Indija.
c. Neklasificirani (4): bhalay, deccan, gowlan, varhadi-nagpuri.

## Vanjske poveznice
- Ethnologue (14th)
- Ethnologue (15th)